# Перешное
Перешное — озеро в России, располагается на территории Кирилловского района Вологодской области. Принадлежит к бассейну Онеги и Белого моря.
Расположено в 45 километрах (по прямой) к северо-востоку от города Кириллов. Находится на высоте 124,6 метров над уровнем моря. Длина озера 6,3 километра, ширина до 3,3 километра. Площадь водной поверхности составляет 13,4 км².
В юго-западную часть озера впадает река Содошка, в восточную — речки Кустобойка и Кустоломка. Из западной части вытекает река Перешна (Перешная), приток Модлоны. Площадь водосбора озера — 193 км².
Перешное окружено в основном болотами и заболоченным лесом. Населённых пунктов на берегу озера нет.
Код объекта в Государственном водном реестре — 03010000111103000000285.